# رومان لوتوشکین
رومان لوتوشکین (استونیایی: Roman Lutoškin؛ زادهٔ ۱۱ مهٔ ۱۹۶۴) قایقران روئینگ اهل استونی بود. وی در بازی‌های المپیک تابستانی ۱۹۹۲ شرکت کرده است.